# A Bell for Adano
 A Bell for Adano és una pel·lícula americana dirigida per Henry King i estrenada el 1945 i protagonitzada per John Hodiak i Gen Tierney. És una adaptació de la novel·la del mateix nom de John Hersey En la seva ressenya de 1945 de la pel·lícula, Bosley Crowther escrivia"... aquesta pel·lícula és una trasllació gairebé perfecte del libre de Hersey.

## Argument
A finals de la Segona Guerra Mundial, el comandant Joppolo i els seus homes són destinats a la població italiana d'Adano, Sicília, per restablir-hi l'ordre. Arriba a temps d'impedir el linxament de l'antic alcalde, vinculat al partit feixista, per part de ciutadans famolencs. El títol es refereix als intents de Joppolo de reemplaçar la vella campana (700 anys) que va ser agafada de la ciutat pels feixistes al començament de la segona Guerra mundial per ser fosa per a munició. Durant les seves accions, Joppolo també es guanya la confiança i amor de la gent.
Alguns dels canvis que Joppolo introdueix a la ciutat: democràcia, pesca lliure, llibertat de circular amb carros tirats per mules.
El General Marvin, fa fora Joppolo quan aquest desobeeix l'ordre de prohibir els carros per Adano, ja que han estat interrompent els camions de subministrament aliats, ja que els carros tirats per mules són vitals per a la supervivència de la ciutat.
El personatge de Joppolo es basa en les experiències reals de Frank Toscani, que era governador militar de la ciutat de Licato, Sicília, després de la invasió.

## Repartiment
- Gene Tierney: Tina Tomasino
- John Hodiak: Major Victor P. Joppolo
- William Bendix: Sergent Borth
- Glenn Langan: Tinent Crofts Livingstone
- Richard Conte: Nicolo
- Stanley Prager: Sergent. Trampani
- Harry Morgan: Capità N. Purvis
- Monty Banks: Giuseppe
- Reed Hadley: Comandant Robertson
- Roy Roberts: Coronel W.W. Middleton
- Hugo Haas: Pare Pensovecchio
- Marcel Dalio: Zito
- Fortunio Bonanova: Gargano
- Henry Armetta: un carreter
- Roman Bohnen: un carreter
- Luis Alberni: Cacopardo
- Eduardo Ciannelli: Major Nasta